# 鳩谷ダム
鳩谷ダム（はとがやダム）は、岐阜県大野郡白川村、一級河川・庄川水系庄川に建設されたダム。大牧（おおまき）ダムともいう。高さ63.2メートルの重力式コンクリートダムで、関西電力の発電用ダムである。同社の水力発電所・鳩谷発電所に送水し、最大4万300キロワットの電力を発生する。

## 歴史
1951年（昭和26年）に設立され、庄川の水力発電所群を継承した関西電力は、同年に成出ダムおよび成出発電所を、1954年（昭和29年）に椿原ダムおよび椿原発電所の運転を開始した。同年、それらの上流において鳩谷ダムおよび鳩谷発電所の建設に着手。1956年（昭和31年）に鳩谷発電所が運転を開始した。
1961年（昭和36年）、鳩谷ダムの上流に電源開発の御母衣ダムおよび御母衣発電所が完成すると、関西電力は庄川にある既存のダムに対し再開発事業を展開。1967年（昭和42年）、祖山ダムに新祖山発電所が、1975年（昭和50年）に成出ダム・椿原ダムに新成出発電所・新椿原発電所が、1980年（昭和55年）には小原ダムに新小原発電所が増設された。また、成出ダムと小原ダムとの間には赤尾ダムが建設され、赤尾発電所が1978年（昭和53年）に運転を開始している。
鳩谷ダムにおいても新鳩谷発電所の建設が計画され、関西電力は1998年（平成10年）にその旨を関係各所に申し入れた。新鳩谷発電所は鳩谷ダムの左岸から新たに190立方メートル毎秒の水を取り入れ、最大12万7,000キロワットの電力を発生するというものである。庄川水系にある水力発電所としては御母衣発電所に次ぐ出力を誇り、これによって夏のピーク需要をまかなう。水車発電機は2台で、12万6,000キロワットを発生する1号機と、800キロワットを発生する2号機とで構成。環境に配慮して電力設備の大半は地下に設置される。
当初の予定では、1999年（平成11年）の夏に電源開発調整審議会上程、2000年（平成12年）8月に着工、2004年（平成16年）2月に運転開始と予定されていた。しかし、2000年度経営計画の中で新鳩谷発電所の運転開始年度が2010年（平成22年）度以降に繰り延べとなり、2001年（平成13年）度経営計画では2011年（平成23年）度以降とさらにもう1年の繰り延べとなった。2002年（平成14年）度経営計画では、新鳩谷発電所の名前がついに消えてしまった。岐阜県の資料によれば「平成15年5月 事業廃止」とあり、計画は立ち消えとなったようである。

## 周辺
東海北陸自動車道・白川郷インターチェンジを降りてすぐ道の駅白川郷がある。国道156号を挟んで向かい側に、鳩谷発電所がある。国道156号を南下し、世界遺産・白川郷の歴史ある合掌造りの町並みを過ぎると鳩谷ダムに至る。鳩谷ダムが位置する場所は地名を大牧といい、鳩谷ダムは大牧ダムとも呼ばれる。かつて当地では庄川が渦を巻きながら流れていったことから「多巻」という地名が生まれ、それが現在の「大牧」に変化したのだという。鳩谷ダム建設に伴い、水没する大牧の集落22戸が集団移転した。
湖畔には荒谷発電所がある。1998年に運転を開始した関西電力の水力発電所で、鳩谷ダムに注ぐ荒谷川の水を取り入れ、最大1万1,200キロワットの電力を発生する。荒谷発電所付近には、御母衣発電所の放水口がある。上流の御母衣ダムから取り入れて発電に使用した水を、9キロメートル近い長大な放水路トンネルで鳩谷ダムまで送水している。
西側には三方岩岳などの両白山地の山々が連なり、東側には猿ヶ馬場山などの飛騨高地の山々が連なる。

## 出来事
- 1972年（昭和47年）6月6日 - ダムの放流の際に下流2kmの河原で遊んでいた子供3人が増水した河に流されて水死。ダムの管理者は放水時にサイレンを鳴らしながら段階的に放流を行っていたが、河原でカブトムシの幼虫採集に夢中になっていた子供たちに伝わらなかった[19]。

## 関連画像

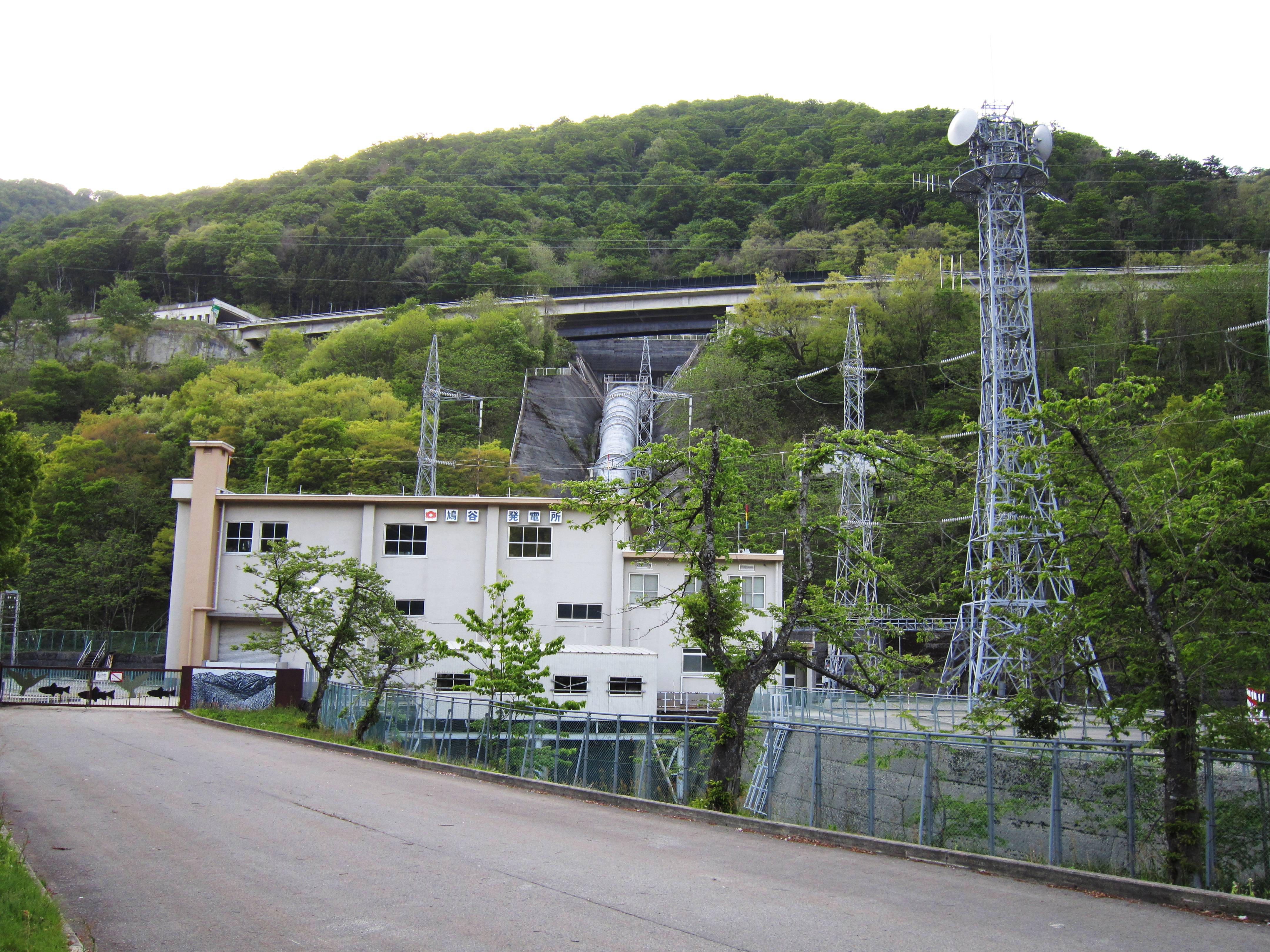
鳩谷発電所
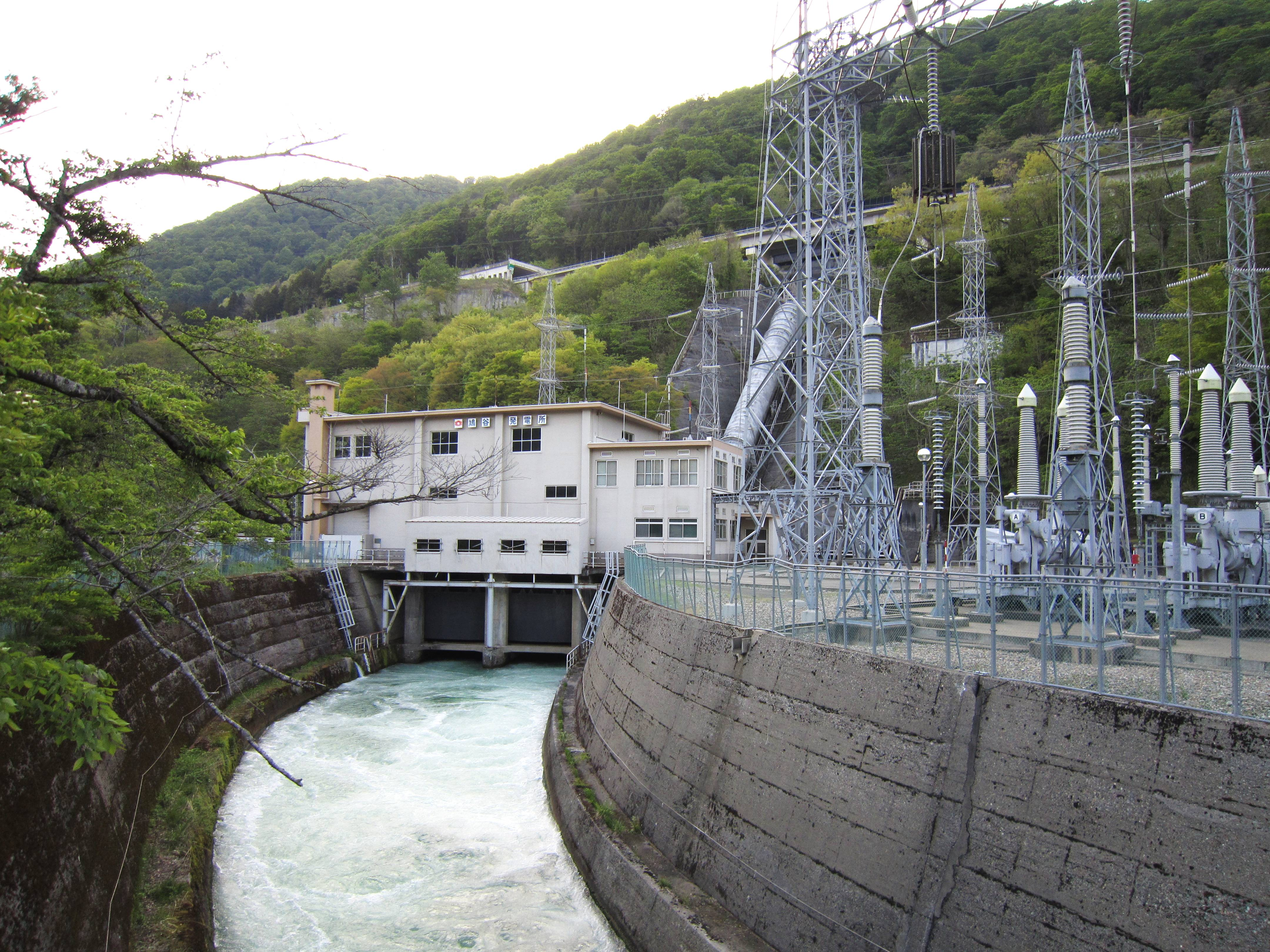
鳩谷発電所の放水路
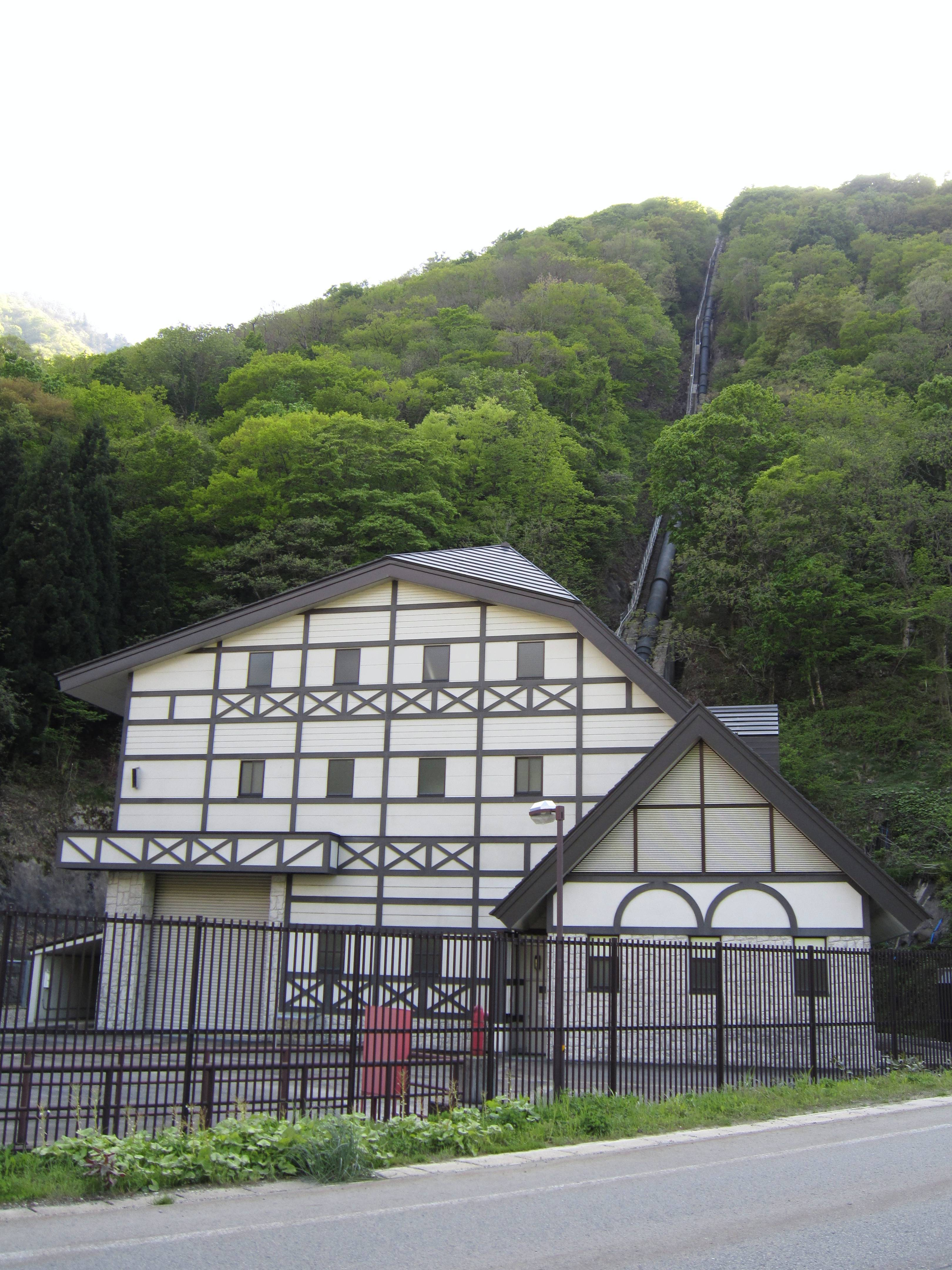
荒谷発電所
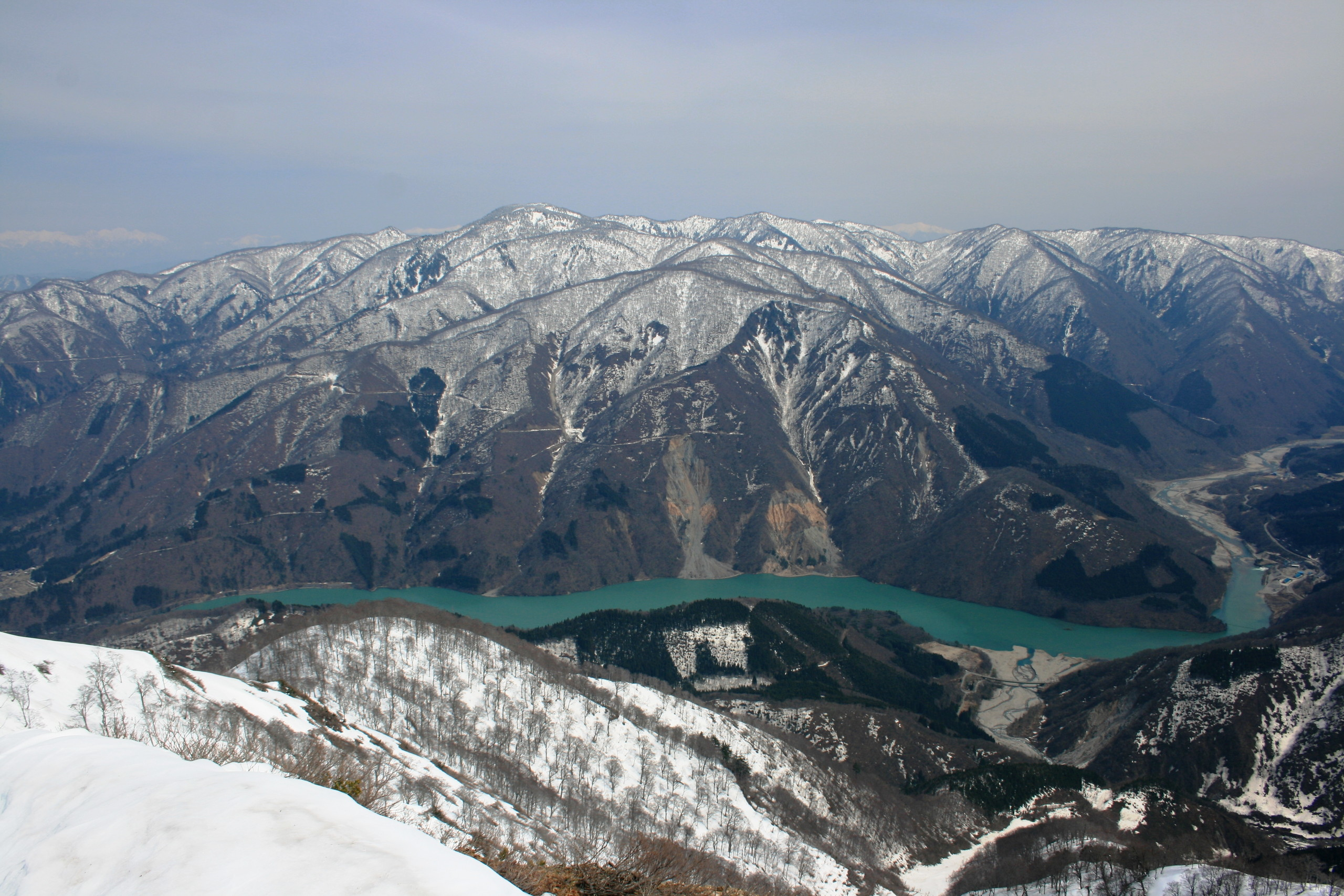
野谷荘司山から望む鳩谷ダム湖と猿ヶ馬場山